# محمد عمر (لاعب كرة قدم إماراتي)
محمد عمر أحمد الشدادي، من مواليد 23 نوفمبر 1973 دبي، لاعب كرة قدم إماراتي، ويلعب مع نادي عجمان ومنتخب الإمارات لكرة القدم. ثاني اعظم هداف في تاريخ الدوري الإماراتي وراء فهد خميس مبارك الوصلاوي صاحب ال165وامام كل من أحمد عبد الله العيناوي وعدنان الطلياني الشعباوي ويوسف عتيق الاهلاوي وعبد العزيز محمد الشرجاوي وفيصل خليل الأهلاوي أصحاب الـ 117 و129 و117 و127 و107 على التوالي وعمر يتفوق على أخيه غير الشقيق زهير بخيت بلال النجم الوصلاوي صاحب الـ87 هدف في الدوري صاحب الـ 27 هدفاً من 102 لقاء، وهو ثالث اعظم هدافي الإمارات بعد فهد خميس ب37 وعدنان الطلياني ب53 هدفاً هو الوحيد الذي يسجل لـ 6 أندية في بطولة الدوري. وقد لعب 102 مباراة دولية مع المنتخب الإماراتي وسجل 28 هدفاً.

## مسيرته الاحترافية
كان يلعب سابقاً في نادي الوصل الإماراتي وسجل له 57 هدفاً بالدوري وبعدها انتقل إلى نادي العين في يناير، 2002 م، قبل أن ينتقل إلى نادي الجزيرة الإماراتي في يناير، 2005
ثم انتقل إلى نادي الظفرة في يناير 2008، ومن ثم إلى النصر في مايو، 2008، وبعدها أنتقل لنادي عجمان،2009.
وفي السنة 2002م لعب محمد عمر مع نادي ظفار، زعيم الكرة العمانية وشارك في نهائي كأس السلطان قابوس 2002م وسجل الهدف الوحيد للفريق في شباك مرمى نادي النصر ثم خسر ظفار بهدفين مقابل هدف واحد.

## مزايا محمد
يعتبر من أفضل المهاجمين الامارتيين.
- يمتاز بالسرعة
- التسديد القوي

## أهدافه
له 13 هداف بموسم 2009 و 1 في 2008 و5 في 2007 و 14 في 2006 و16 في 2005

## كأس الخليج

### كأس الخليج 2003
و قد سجل هدف في مرمى منتخب اليمن لكرة القدم.
يوم الأحد 11/1/2004 م د5 والفوز ب3/0 بالكويت

### كأس الخليج 2007
و قد سجل هدف في مرمى منتخب اليمن لكرة القدم والفوز ب2-1يوم السبت 20/1/2007م بملعب محمد بن زايد آل نهيان بنادي الجزيرة في أبو ظبي من ضربة جزاء د2المجموعة الأولى الجولة الثانية.
اخر اهدافه الدولية كانت ثنائية ضد ماليزيا والفوز ب5-0 ضمن الجولة الأولى للمجموعة الثالثة د29 ود45من ضربة جزاء يوم الأربعاء 21/1/2009م وله 3اهداف بتصفيات كاس آسيا 2007 م على الأردن بعمان د52 والفوز 2-1يوم الاربعاء16/8/2006 وثنائية على باكستان د58 و 72 والفوز بابوظبي الجولة السادسة الأربعاء 15/11/2006م ب 3/2

### كأس الخليج 2009
سجل هدف في مرمى منتخب اليمن لكرة القدم.
يوم الاثنين 5 جانفي 5/1/2009م د6 من ضربة جزاء والفوز 3- 1على ملعب الشرطة بالوطية ضمن المجموعة الثانية الجولة الأولى

## وصلات خارجية
- محمد عمر على موقع ناشيونال فوتبول تيمز (الإنجليزية)
- محمد عمر على موقع Soccerway.com (الإنجليزية)
- محمد عمر على موقع عالم كرة القدم.نت (الإنجليزية)
- نادي عجمان الثقافي الرياضي
- منتدى نادي عجمان الرسمي